# Zabeltitz
Zabeltitz è una frazione della città tedesca di Großenhain, in Sassonia.

## Storia
Zabeltitz costituì un comune autonomo fino al 1º gennaio 2010.